# Arancón
Arancón est une localité et une municipalité de la communauté autonome de Castille-et-León.
La population était de 108 habitants en 2005.

## Géographie
Outre Arancón les villages faisant partie de la municipalité d'Arancón sont Omeñaca (es), Tozalmoro (es), Cortos (es), Calderuela (es) et Nieva de Calderuela (es).

## Histoire
Au sud-est de Tozalmoro, on trouve des ruines qui pourraient correspondre à l'ancienne commanderie templière de San Juan de Otero et au village abandonné dit de Villa Sica que les templiers ont reçu en 1146.